# 加斯特雷
42°16′S 69°13′W / 42.267°S 69.217°W

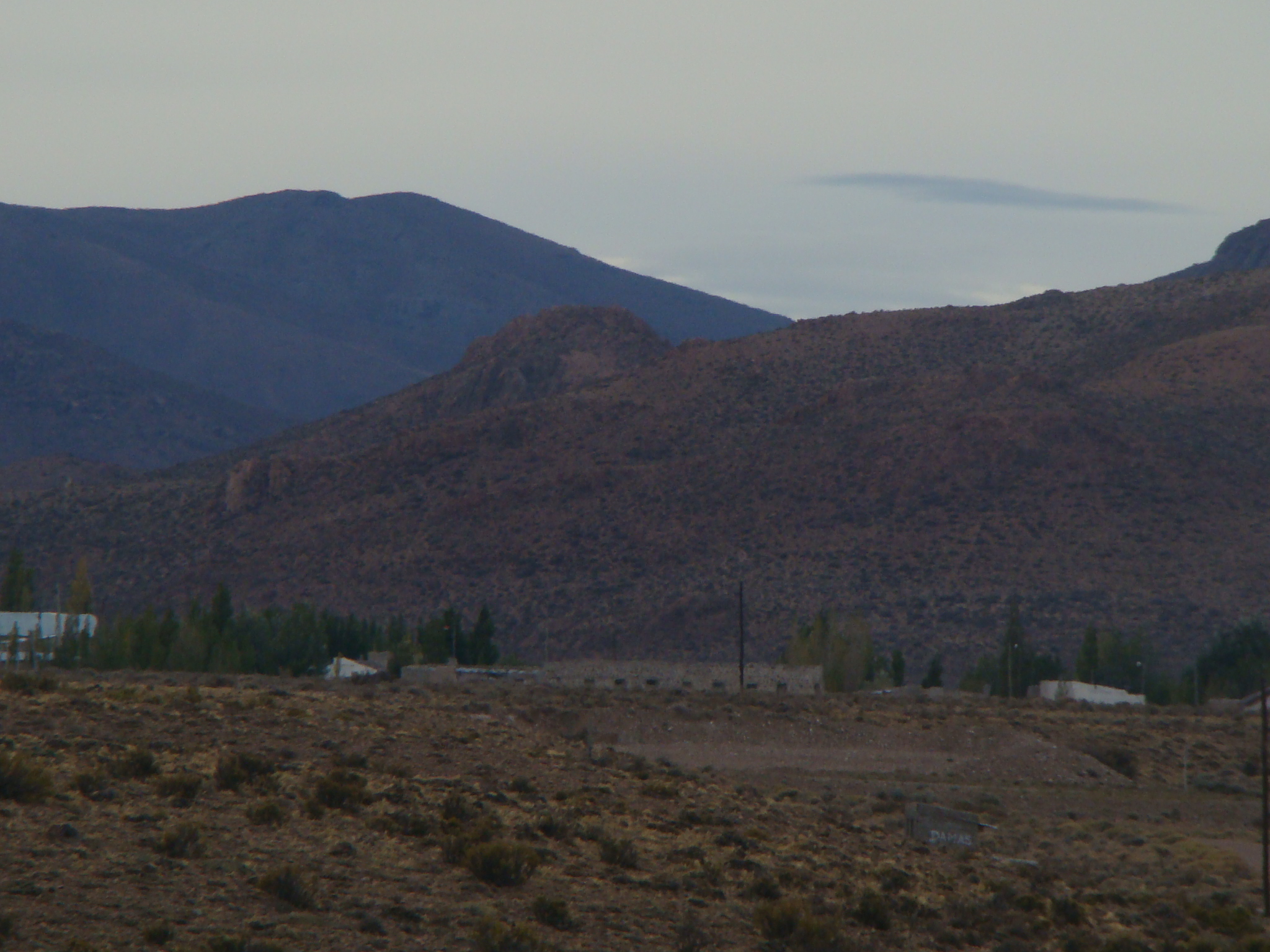
加斯特雷

加斯特雷（西班牙語：Gastre），是阿根廷的城鎮，位於該國中部丘布特省，是加斯特雷縣的首府，始建於1904年，海拔高度1,208米，主要經濟活動是畜牧業和採礦業，2001年人口557。